# Lene Balleby
Lene Balleby (født 2. marts 1957 i Ringkøbing) er en dansk journalist, der siden 2008 har været kommunikationschef for Kongehuset. Hun fratræder 1. februar 2025.
Lene Balleby er uddannet lærer fra Århus Seminarium i 1982 og har efterfølgende taget den journalistiske tillægsuddannelse fra DJH i 1986 samt en eMBA fra Copenhagen Business School og Scandinavian International Management Institute i 2001. 
Fra 1982 til 1987 arbejdede hun som folkeskolelærer i Vallensbæk Kommune og blev derefter souschef i Hafnias kommunikationsafdeling. Fra 1990 til 2003 var hun kommunikationsdirektør i Egmont, hvorefter hun rykkede til en stilling som informationschef ved Danmarks ambassade i Washington, D.C.. Her var hun frem til 2007.
Som kommunikationschef i Kongehuset har Lene Balleby været med til at åbne Kongehuset op over for omverdenen. Hun var idémageren bag tv-serien Kongehuset indefra, som Anders Agger lavede for DR.
Siden 2022 har hun været kommandør af Dannebrog.
1. oktober 2024 meddelte Kongehuset i en kortfattet pressemeddelelse, at Lene Balleby fratræder sin stilling 1. februar 2025.